# Gonatocerus similis
Gonatocerus similis is een vliesvleugelig insect uit de familie Mymaridae. De wetenschappelijke naam is voor het eerst geldig gepubliceerd in 2008 door Gupta & Poorani.